# Isomyia delectans
Isomyia delectans är en tvåvingeart som beskrevs av Walker 1859. Isomyia delectans ingår i släktet Isomyia och familjen Rhiniidae. Inga underarter finns listade i Catalogue of Life.